# Mitchell Peninsula
Mitchell Peninsula är en udde i Antarktis. Den ligger i Östantarktis. Australien gör anspråk på området.
Terrängen inåt land är platt västerut, men österut är den kuperad. Havet är nära Mitchell Peninsula åt sydväst. Trakten är glest befolkad. Närmaste befolkade plats är Casey Station, 5,2 kilometer norr om Mitchell Peninsula. 